# فوينسانتا
بلدية فوينسانتا (بالإسبانية: Fuensanta) هي بلدية تقع في مقاطعة البسيط التابعة لمنطقة كاستيا لا مانتشا وسط إسبانيا.

## الديموغرافيا
بلغ عدد سكان بلدية فوينسانتا 369 نسمة عام 2011 (وفقاً للمعهد الوطني الإسباني للإحصاء).
| 401 | 377 | 377 | 388 | 346 | 355 | 369 |